# Technische Werke Friedrichshafen
Die Technische Werke Friedrichshafen GmbH (TWF) ist eine im Bereich Mobilität und Energie tätige kommunale Unternehmensgruppe in Friedrichshafen.

## Geschichte
1892 wurde in Friedrichshafen erstmals Strom erzeugt und am 3. Januar 1907 nahm das städtische Elektrizitätswerk seinen Betrieb auf.
1981 wurde das kommunale Energie- und Wasserversorgungsunternehmen vom städtischen Eigenbetrieb in eine GmbH umgewandelt.
Als Querverbundunternehmen (Strom-, Gas-, Wasser-, Nahwärmeversorgung, Verkehrsbetriebe und der Betrieb von Parkhäusern) hat sich die TWF immer mehr zu einem Dienstleistungsunternehmen entwickelt. Folgende Bereiche wurden im Oktober 2012 in die gemeinsam von der TWF und den Stadtwerken Überlingen gegründete Stadtwerk am See GmbH & Co. KG ausgegliedert:

### Versorgung
Versorgt werden Kunden in Baden-Württemberg mit Strom, Gas und Wasser.

### Dienstleistung/Netzwerk
- Energie
- Internetdienste, Telefon und TV von der "TeleData GmbH"[2] im Raum Friedrichshafen und Tettnang. In den weiteren Ausbaustufen sollen auch noch weitere Orte dazukommen.[3]

### Verkehr
Weiterhin tätig ist die TWF im Bereich Verkehr:
- Parkhäuser in Friedrichshafen
- Stadtverkehr Friedrichshafen GmbH (seit 1990)
- Flughafen Friedrichshafen GmbH
- Bodensee-Oberschwaben-Bahn GmbH & Co. KG (gemeinsam mit dem Bodenseekreis, der Gemeinde Meckenbeuren, der Stadt und dem Landkreis Ravensburg)
- Katamaran-Reederei Bodensee GmbH & Co. KG (gemeinsam mit den Stadtwerken Konstanz).

Das Personal für diesen Bereich wird wiederum vom Stadtwerk am See – Bereich Mobilität gestellt.